# Кокоячук Володимир Олексійович
Володимир Кокоячук (11 лютого 1921 — †1 березня 1996)— живописець, монументаліст. Створював олійні пейзажі («Над Прутом», «Новосілка», «Карпати»), портрети, жанр. картини, мозаїки (панно на фронтоні адм. будинку у с. Мамаївці).

## Галерея

## Біографія
Народився 11 лютого 1921 року в селі Мамаївці.
1947 — закінчив Чернівецький фінансовий технікум.
1950 — Ужгородське училище прикладного мистецтва.
1955 — Львівський інститут прикладного та декоративного мистецтва.
Помер 1 березня 1996.